# 康佩内阿克
康佩内阿克（法語：Campénéac，法語發音：[kɑ̃peneak]）是法国莫尔比昂省的一个市镇，位于该省东北部，属于瓦讷区。

## 地理
康佩内阿克（47°57'28"N, 2°17'41"W）面积60.57 平方千米，位于法国布列塔尼大區莫尔比昂省，该省份为法国西北部沿海省份，位于布列塔尼半岛南部，北起阿摩尔滨海省、西接菲尼斯泰尔省，南濒大西洋，东南接大西洋卢瓦尔省，东临伊勒-维莱讷省。
与康佩内阿克接壤的市镇（或旧市镇、城区）包括：特雷奥朗特克、潘蓬、贝尼翁、波尔卡罗、欧冈、普洛埃梅勒、古雷勒、洛亚。

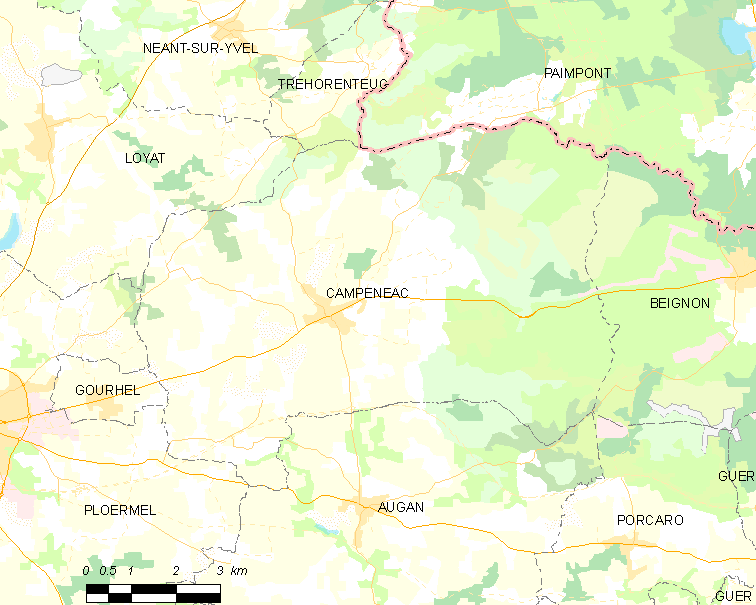
康佩内阿克的OSM定位图

康佩内阿克的时区为UTC+01:00、UTC+02:00（夏令时）。

## 行政
康佩内阿克的邮政编码为56800，INSEE市镇编码为56032。

## 政治
康佩内阿克所属的省级选区为普洛埃梅勒县。

## 人口

1962-2008年间康佩内阿克人口变化图示

康佩内阿克于2022年1月1日时的人口数量为1940人。